# Antología universal del relato fantástico
La Antología universal del relato fantástico es una antología que recoge 57 relatos fantásticos de los siglos XIX y XX. Editada y prologada en 2013 por el editor Jacobo Siruela incluye a los siguientes autores de tres continentes:
1. E. T. A. Hoffmann, El hombre de arena
2. Honoré de Balzac, El elixir de larga vida
3. Alexander Pushkin, La dama de pique
4. Edgar Allan Poe, Manuscrito hallado en una botella
5. Nathaniel Hawthorne, El velo negro del pastor. Una parábola
6. Théophile Gautier, El pie de la momia
7. Villiers de L’Isle-Adam, Vera
8. Wilkie Collins, Monkton el loco
9. Bulwer-Lytton, Hechizados y hechizadores, o la casa y el cerebro
10. Fitz James O'Brien, ¿Qué era eso?
11. Charles Dickens, Juicio por asesinato
12. Iván Turguéniev, Un sueño
13. Sheridan Le Fanu, El testamento del hacendado Toby
14. Vernon Lee, Amour dure
15. Guy de Maupassant, ¿Quién sabe?
16. Rudyard Kipling, La marca de la bestia
17. Arthur Machen, El pueblo blanco
18. Ambrose Bierce, La muerte de Halpin Frayser
19. Charlotte Perkins Gilman, El empapelado amarillo
20. Margaret Oliphant, La ventana de la biblioteca
21. Henry James, Los amigos de los amigos
22. Robert Hichens, Cómo llegó el amor al profesor Guildea
23. O. Henry, La habitación amueblada
24. M. R. James, Silba y acudiré
25. Leonid Andréiev, Lázaro
26. Leopoldo Lugones, La estatua de sal
27. Hanns Heinz Ewers, La araña
28. Algernon Blackwood, El Wendigo
29. Giovanni Papini, Dos imágenes en un estanque
30. Junichiro Tanizaki, El tatuaje
31. Oliver Onions, La bella que saluda
32. Saki, El ventanal abierto
33. E. F. Benson, Orugas
34. Gustav Meyrink, La visita de J. H. Obereit a las tempojuelas
35. Franz Kafka, Una vieja página
36. Franz Kafka, El pueblo más cercano
37. H. P. Lovecraft, La música de Erich Zann
38. Lord Dunsany, En donde suben y bajan las mareas
39. May Sinclair, Donde el fuego no se apaga
40. Hugh Walpole, La nieve
41. Ann Bridge, El accidente
42. María Luisa Bombal, Las islas nuevas
43. Jorge Luis Borges, Las ruinas circulares
44. Dino Buzzati, Los siete mensajeros
45. Francisco Tario, La noche de Margaret Rose
46. Alejo Carpentier, Viaje a la semilla
47. Adolfo Bioy Casares, La trama celeste
48. Shirley Jackson, La lotería
49. Rosa Chacel, Fueron testigos
50. Julio Cortázar, Axolotl
51. Silvina Ocampo, Los objetos
52. Robert Aickman, Los cicerones
53. Paul Bowles, Allal
54. Danilo Kiš, La leyenda de los durmientes
55. Javier Marías, La canción de Lord Rendall
56. Cristina Fernández Cubas, El ángulo del horror
57. Naiyer Masud, Lo oculto